# 10965 van Leverink
10965 van Leverink este un asteroid din centura principală de asteroizi.

## Descriere
10965 van Leverink este un asteroid din centura principală de asteroizi. A fost descoperit pe 26 martie 1971 la Observatorul Palomar de Cornelis Johannes van Houten, Ingrid van Houten-Groeneveld și Tom Gehrels. Asteroidul prezintă o orbită caracterizată de o semiaxă mare de 3,12 ua, o excentricitate de 0,12 și o înclinație de 2,1° în raport cu ecliptica.